# Rosen für den Staatsanwalt
Rosen für den Staatsanwalt ist ein Spielfilm des deutschen Regisseurs Wolfgang Staudte aus dem Jahr 1959, der als bissige Satire auf die Zustände in der bundesdeutschen Justiz der Adenauer-Ära eingeht. Die Hauptrollen sind mit Martin Held, Walter Giller, Ingrid van Bergen und Camilla Spira besetzt.

## Handlung
In den letzten Tagen des Zweiten Weltkrieges wird der Gefreite Rudi Kleinschmidt vom Kriegsgerichtsrat Dr. Wilhelm Schramm beschuldigt, zwei Dosen Flieger-Schokolade (Scho-Ka-Kola) gestohlen zu haben. Kleinschmidt verteidigt sich damit, dass er die Schokolade von holländischen Schwarzmarkthändlern gekauft habe. Schramm beantragt die Höchststrafe wegen Diebstahls und Wehrkraftzersetzung, die Todesstrafe. Auf dem Weg zur Hinrichtung an einem Waldrand unterschreibt Schramm gerade das Urteil, um zu dokumentieren, dass es vollstreckt worden sei, als der Trupp von einem feindlichen Flugzeug angegriffen wird. Schramm und das Exekutionskommando fliehen. Der Wachmann lässt Rudi Kleinschmidt entkommen. Auf der Flucht fängt der das durch die Luft wirbelnde Blatt des Todesurteils mit der im Vorgriff unterschriebenen und gestempelten Vollzugsmeldung auf.
Einige Jahre nach dem Krieg schlägt sich Rudi mehr schlecht als recht als Verkäufer von Trick-Spielkarten durch. In einem Sommergarten trifft er zwei Möbelwagenfahrer, die ihn mit nach Hamburg nehmen wollen. Auf dem Weg dorthin kommen sie durch eine Stadt, in der Rudi anhalten lässt. Er kennt hier noch jemanden – die mittlerweile zur Lokal- und Pensionsbesitzerin aufgestiegene Lissy Flemming, die ihn bei sich aufnimmt. Als Rudi seine Trick-Spielkarten auf der Straße anpreist, kommt ihm einer der umstehenden Zuschauer merkwürdig bekannt vor. Es ist der ehemalige Kriegsgerichtsrat Schramm, der mittlerweile Oberstaatsanwalt ist. Schramm hatte bei der Entnazifizierung seine Rolle als Militärjurist des NS-Regimes verschwiegen und wurde daher wieder in den Justizdienst übernommen.
Schramm herrscht zu Hause immer noch mit autoritären Vorkriegsansichten, schwärmt von den „alten Zeiten“, schimpft auf die „amerikanische Negermusik“ im Radio und kauft, sich verstohlen umblickend, am Zeitungsstand die „Deutsche Soldatenzeitung“. Am Morgen des Tages ist ihm ein Strauß weißer Rosen zugestellt worden. Seine Frau argwöhnt schon eine außereheliche Beziehung, doch Schramm beruhigt sie. Die Rosen stammen von der Frau des wegen antisemitischer Äußerungen beschuldigten Studienrates Zirngiebel und sind das verabredete Zeichen für dessen gelungene Flucht. Schramm war der Meinung, doch „wegen sowas“ keine Anklage erheben zu können; deshalb hat er den Haftbefehl zurückgehalten und Zirngiebel dadurch die Flucht ermöglicht.
Auch Schramm ahnt, dass er Rudi kennt, und lässt Erkundigungen über ihn einholen. Rudi hat den Beruf Schramms in Erfahrung gebracht und besucht eine seiner Gerichtsverhandlungen, um ihn noch einmal genauer anzusehen. Während der Verhandlung erhält Schramm einen Zettel mit Rudis Personalien. Nach der Verhandlung beschuldigt Schramm Rudi, „etwas im Schilde“ zu führen, kann ihn aber immer noch nicht in seine Vergangenheit einordnen. Abends verliert Schramm fast völlig die Beherrschung, da er immer noch nicht weiß, was mit diesem seltsamen Straßenverkäufer los ist, als sein Stiefsohn Werner spät nach Hause kommt und diesem bei Schramms Standpauke eine Dose „Scho-Ka-Kola“ aus der Tasche fällt. Schramm erkennt nun, mit wem er es zu tun hat.
Dass Rudi ausgerechnet jetzt auftaucht, da für Schramm ein beruflicher Aufstieg in Sicht ist, kann nur bedeuten, dass Rudi ihm wegen seiner Vergangenheit Schwierigkeiten machen will. Schramm beschließt ihn loszuwerden und lässt seine Beziehungen spielen. Rudi wird von einem Polizeibeamten mit fadenscheiniger Begründung die Beschlagnahme seiner Spielkartensammlung angedroht, falls er nicht freiwillig die Stadt verlassen werde. Rudi erklärt sich zwar damit einverstanden, entschließt sich dann aber, in der Stadt zu bleiben und nunmehr auf der Straße Krawatten zu verkaufen. Dabei wird ihm von einem Polizisten seine Gewerbeerlaubnis abgenommen. Schramms Sohn verfolgt die Polizeiaktion mit; ohne seine Identität preiszugeben, warnt er Rudi, dass ihn jemand „auf dem Kieker“ habe. Durch einen Zufall erfährt Rudi, dass dieser unbekannte „Jemand“ Schramm ist. Er erzählt abends in geselliger Runde in der Gastwirtschaft drei Bekannten von dem Vorkommnis: dem fahrigen Versicherungsagenten Haase, dem opportunistischen Kaufmann Hessel und dem schleimigen Bauunternehmer Kugler.
Während Haase einen geharnischten Brief an Schramms Vorgesetzten diktiert, diesen dann aber doch nicht in den Briefkasten steckt, lamentiert Hessel zwar in seinem von Frau Schramm frequentierten Laden herum, bleibt am Ende jedoch untätig. Kugler hingegen geht zu Schramm und erzählt ihm von den „Gerüchten“, die die Runde machen, und erwartet im Gegenzug dessen Engagement, um endlich an städtische Bauaufträge heranzukommen.
Der verzweifelte Schramm erwägt, Rudi zu bestechen, und geht zu diesem Zweck am nächsten Tag in die Pension, in der Rudi wohnt. Erleichtert erfährt er dort, dass Rudi ausgezogen ist.
Rudi hat nämlich mittlerweile resigniert und beschlossen, die Stadt endgültig zu verlassen. Auf dem Weg zum Bahnhof kommt er an einem Schaufenster vorbei, das ausgerechnet mit „Scho-Ka-Kola“-Dosen dekoriert ist. Einer plötzlichen Eingebung folgend, schlägt er die Scheibe ein, stiehlt zwei Dosen und wird prompt verhaftet. Bei seiner Vernehmung erklärt er, dass er das nur getan habe, damit „die alte Sache“ ans Licht komme. Als Schramm von der Verhaftung erfährt, will er erst fliehen; er entschließt sich aber dann, aus Rudis Asservaten das belastende Todesurteil, das dieser in seiner Brieftasche immer mit sich geführt hat, zu entfernen. So ist es Rudi unmöglich, seinen Vorwurf zu beweisen. Deshalb beschwört ihn auch sein Rechtsanwalt, die Sache auf sich beruhen zu lassen und in der bevorstehenden Gerichtsverhandlung die Strafe für den Diebstahl zu akzeptieren. Rudi willigt entmutigt ein.
In der Verhandlung gegen Rudi vertritt ausgerechnet Schramm die Anklage, was er in seiner Funktion als Oberstaatsanwalt bei diesem einfachen Strafvorwurf gar nicht nötig hätte. Darüber sind sein Vorgesetzter und der Gerichtspräsident verwundert; sie entschließen sich, als Beobachter der Verhandlung beizuwohnen. Bei der Befragung Rudis wird Schramm immer nervöser. Er stellt Rudis Tat als nicht gravierend dar, wobei er eher wie ein Verteidiger argumentiert, verhaspelt sich aber dann, weil er sich an die frühere Verhandlung vor dem Kriegsgericht erinnert, und beantragt schließlich versehentlich die Todesstrafe. Auf diese Weise kommt der Vorgang schließlich ans Licht. Schramm verlässt in Panik den Verhandlungssaal und läuft in seiner Robe aus dem Gerichtsgebäude.
In den Zeitungen wird mit Schlagzeilen wie „Justizskandal“ bzw. mit der Meldung, dass der Oberstaatsanwalt beurlaubt worden sei, über die Vorkommnisse berichtet.
Rudi schnappt sich seine Sachen und will sich wieder auf den Weg nach Hamburg machen. Er trifft ausgerechnet die vom Filmanfang schon bekannten Möbelwagenfahrer wieder, die ihn erneut mitnehmen. Rudis Freundin läuft dem Möbelwagen hinterher, und als er das im Rückspiegel sieht, entschließt er sich, die Reise doch nicht fortzusetzen und bei Lissy zu bleiben.

## Sonstiges
Staudte ließ sich zu diesem Film inspirieren durch den tatsächlichen Fall des Offenburger Studienrates Ludwig Zind, der später wegen antisemitischer Äußerungen in Abwesenheit zu einem Jahr Gefängnis verurteilt wurde.
Die Dreharbeiten fanden im Juli 1959 in Kassel, Göttingen, Hannover sowie im Filmatelier Göttingen statt. Obwohl die Stadt Kassel im Film klar erkennbar ist – Schauplätze sind u. a. das Rathaus Kassel, die Treppenstraße, der Vorplatz des Hauptbahnhofs, der Florentiner Platz und die Frankfurter Straße – wird sie nicht erwähnt. Darüber hinaus ist das Wappen der Stadt auf dem Ärmel eines im Film auftauchenden Polizisten deutlich sichtbar.
In einer Szene gibt eine Gruppe von Doppelgängern führender Nazis (Hitler, Himmler, Goebbels und Bormann) dem Oberstaatsanwalt moralische Rückendeckung. Die kurze Szene wird mit der Melodie des in Deutschland verbotenen Horst-Wessel-Liedes untermalt.  
Die Uraufführung erfolgte am 24. September 1959 im Hamburger Kino Barke.

## Kritiken
„Mit bitterer Ironie schildert der zeitkritische Film die Verdrängung faschistischer Vergangenheit und den Fortbestand alter obrigkeitsstaatlicher Tendenzen in der Bundesrepublik. Obwohl er durch zahlreiche Konzessionen ans Unterhaltungskino jener Jahre teilweise an Schärfe und Deutlichkeit verliert, bleibt er doch in zentralen Punkten treffsicher und beständig aktuell. Brillant: Martin Held als Staatsanwalt.“

„Ein wichtiges Beispiel filmischer Arbeit an der Vergangenheit.“

„Mit dem Konflikt der beiden Männer entfaltet Staudte […] ein bitterböses, jedoch sehr unterhaltsames Panorama des ‚restaurierten‘ Nachkriegsdeutschlands.“

„Eine der letzten Arbeiten Staudtes, der man das Engagement seiner auf Wahrheit versessenen früheren Filme ansehen kann.“

„Staudte inszenierte eine amüsante Komödie mit schauspielerischen Glanzleistungen.“

## Auszeichnungen
- 1960: Bundesfilmpreis in Silber für Produzent Kurt Ulrich (Prämie: 80.000 DM), für Drehbuchautor Georg Hurdalek und Hauptdarsteller Walter Giller.
- September 1959: Film des Monats der Evangelischen Filmgilde
- 1989: Nominierung für den Bundesfilmpreis für Wolfgang Staudte aus Anlass des vierzigsten Jahrestages der Gründung der Bundesrepublik Deutschland.